# 空中加油機

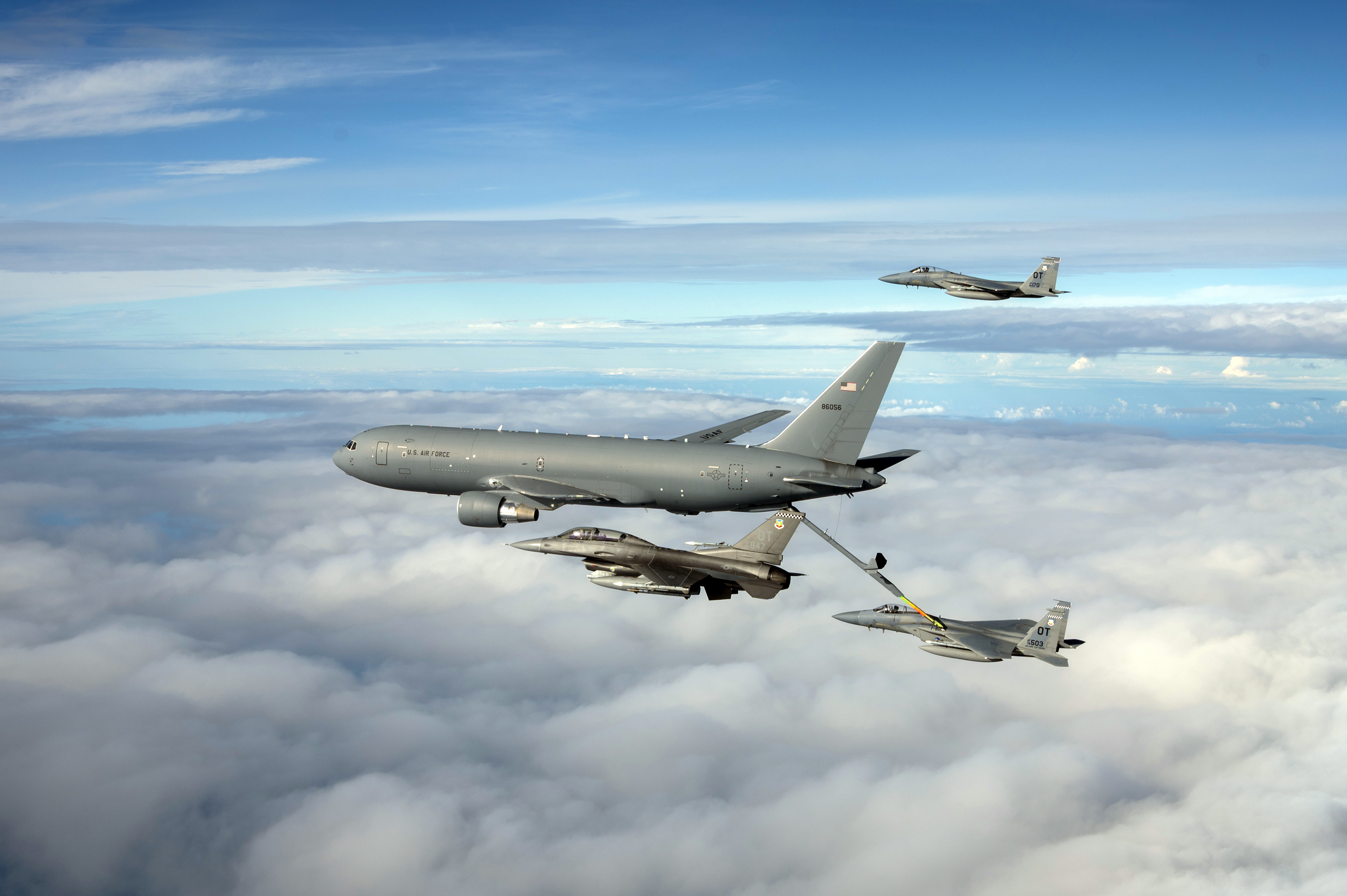
美国空军的一架KC-46空中加油机，正在为F-15战斗机加油。

空中加油機主要是使用在軍事用途上，利用機身內部裝載的燃料，在空中為其他具有接收設備的飛機補充燃料，使得許多軍用飛機的航程不再受到起飛時其最大燃料裝載量的限制；在長程飛行中使用空中加油取代中停加油，可以節省燃料。

## 發展歷史
目前所知最早的空中加油的概念圖是一幅1908年出現的漫畫，在漫畫當中顯示一艘飛船上的成員以長竿將油桶傳送給另外一架飛機，表達出在飛行中為其他飛行器補充燃料的概念。
1918年的時候，為了運送轟炸機渡過大西洋，一位美國海軍的軍官提出一個構想，讓這些飛機從船艦上面取得燃料桶來補充。這個構想隨著一次世界大戰的結束而劃上休止符。
歷史上第一次空中加油發生於1921年11月12日，衛斯里‧梅（Wesley May）背着五加侖的汽油由一架飛機的機翼跳到另一架的機翼上。

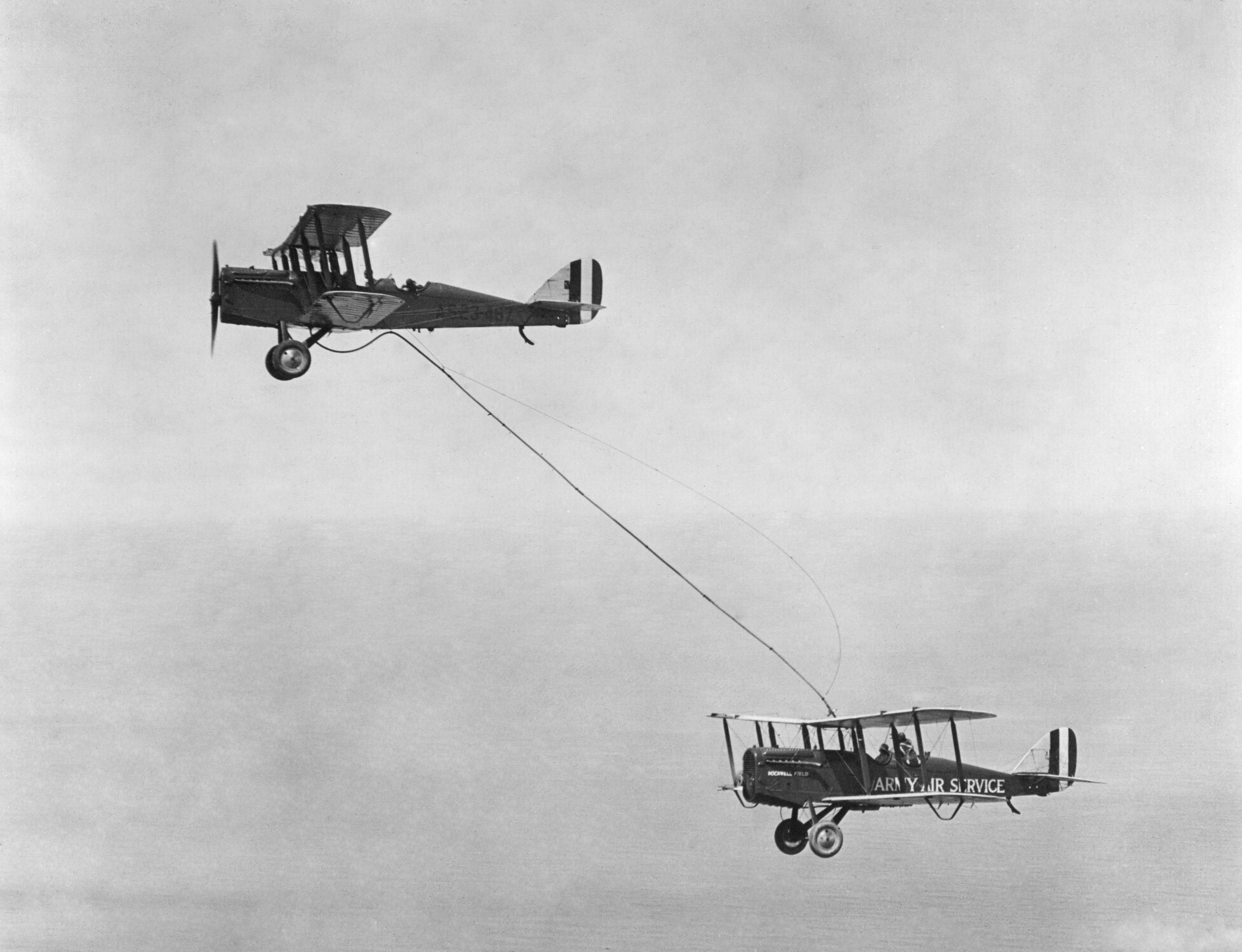
早期空中加油

1921年自蘇俄流亡美國的亞歷山大·史渥思基（Alexandria Seversky）提出全世界第一項有關空中加油的專利申請。然而在1920年代至1930年代這一段時間當中，研究空中加油技術分成兩個方向，一個還是以滿足長程飛行為主，另外一個則是作為特技表演之用。在這一段時間以空中加油的方式持續飛行的紀錄已逐漸拉長到超過600小時以上，預計市場的用戶以民用航空為主，提供長程飛行航線的需要。
第二次世界大戰爆發的時候，已經有許多系統作過試驗，大部分的空中加油進行的方式還是以油管從一架飛機想辦法拉到另外一架飛機上，好讓燃料可以順利的輸送，其中最大的問題就是如何傳遞油管以及維持兩架飛機之間的聯繫。譬如蘇聯與美國都嘗試過拖曳一架滑翔機充當額外的燃料箱，不幸的是美國方面的試驗因為滑翔機失去控制導致飛行員喪生而收場。此外，英國曾經準備將600架蘭開斯特和600架林肯轟炸機改裝為空中加油機，在歐洲戰區作戰結束以後支援遠東地區的戰事，這個計畫在美軍攻擊快速進展下而放棄。

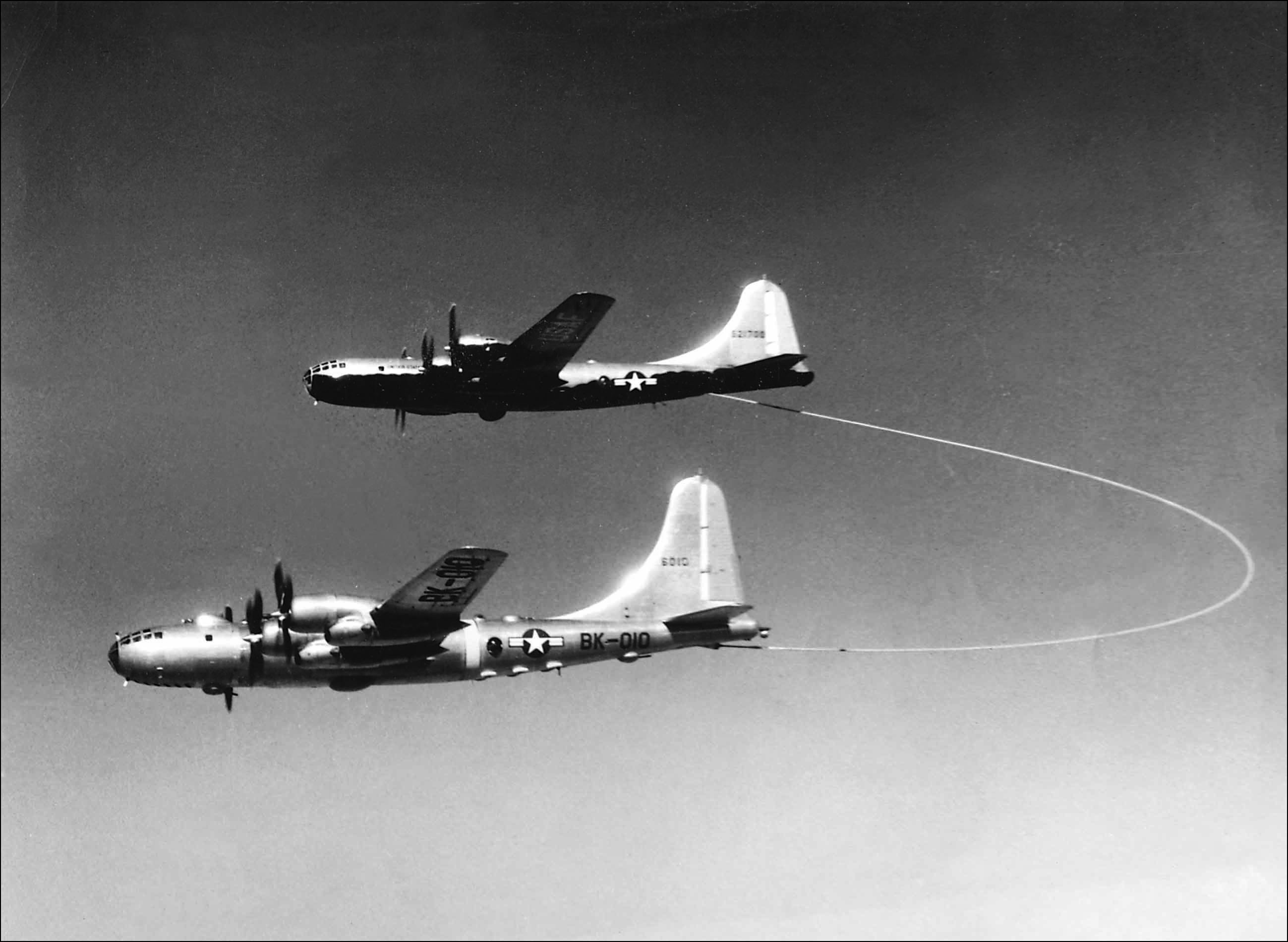
KB-29利用環狀油管为B-50加油

雖然包括蘇聯、美國、日本、德國等國家都對空中加油技術進行研發，在二次世界大戰結束時，技術最先進的則屬英國。而第一種受到正式採用的空中加油技術稱為環狀油管（Looped Hose）。1947年新成立的美國空軍為了與美國海軍爭奪經費，率先購入環狀油管設備來延伸B-29轟炸機的航程來轟炸蘇聯境內的目標。1948年12月7日，一架美國空軍的B-50轟炸機利用環狀油管加油設備，從德州渥斯堡的卡斯威空軍基地起飛，攜帶4540公斤（1萬磅）的假原子彈，完成來回15128公里（9400英里），對位於珍珠港的美國海軍基地的假想攻擊。以此展示美國空軍具有長程轟炸的能力。
由於戰略轟炸與冷戰的影響，長程飛行在軍事用途方面比民用航空受到更多的重視。英國曾經嘗試在他們生產的第一架噴射客機彗星上面安裝受油裝置，不過從1950年代開始，空中加油逐漸轉型為軍事專用。
即使美國空軍已經採用環狀油管，可是這種空中加油技術的限制和缺點還是很多，於是美國空軍要求波音公司協助開發新的加油方式。波音公司推出的就是現在仍就在使用中的飛椼式。
2023年12月12日，在北加州和俄勒岡州上空，美國空軍使用C-5M運輸機向KC-10加油機使用飛桁加油系統進行了一次逆向加油測試，由C-5M戰略運輸機向KC-10加油機進行加油，反向空中加油持續了30分鐘，燃油轉移總量約為10.65噸。
除了戰略轟炸之外，空中加油對於軍用運輸機跟空中預警機等也有重要意義，透過空中加油可以延長飛行時間讓運輸機將軍需物資從本土直接運送到前線機場，或是延長空中預警機滯空時間進行戰場管制。

## 使用系統
第一種實用化的空中加油系統是環狀油管。目前最為廣泛使用的空中加油系統有兩類，分別是飛錨式（軟管）與飛椼式（硬管）。

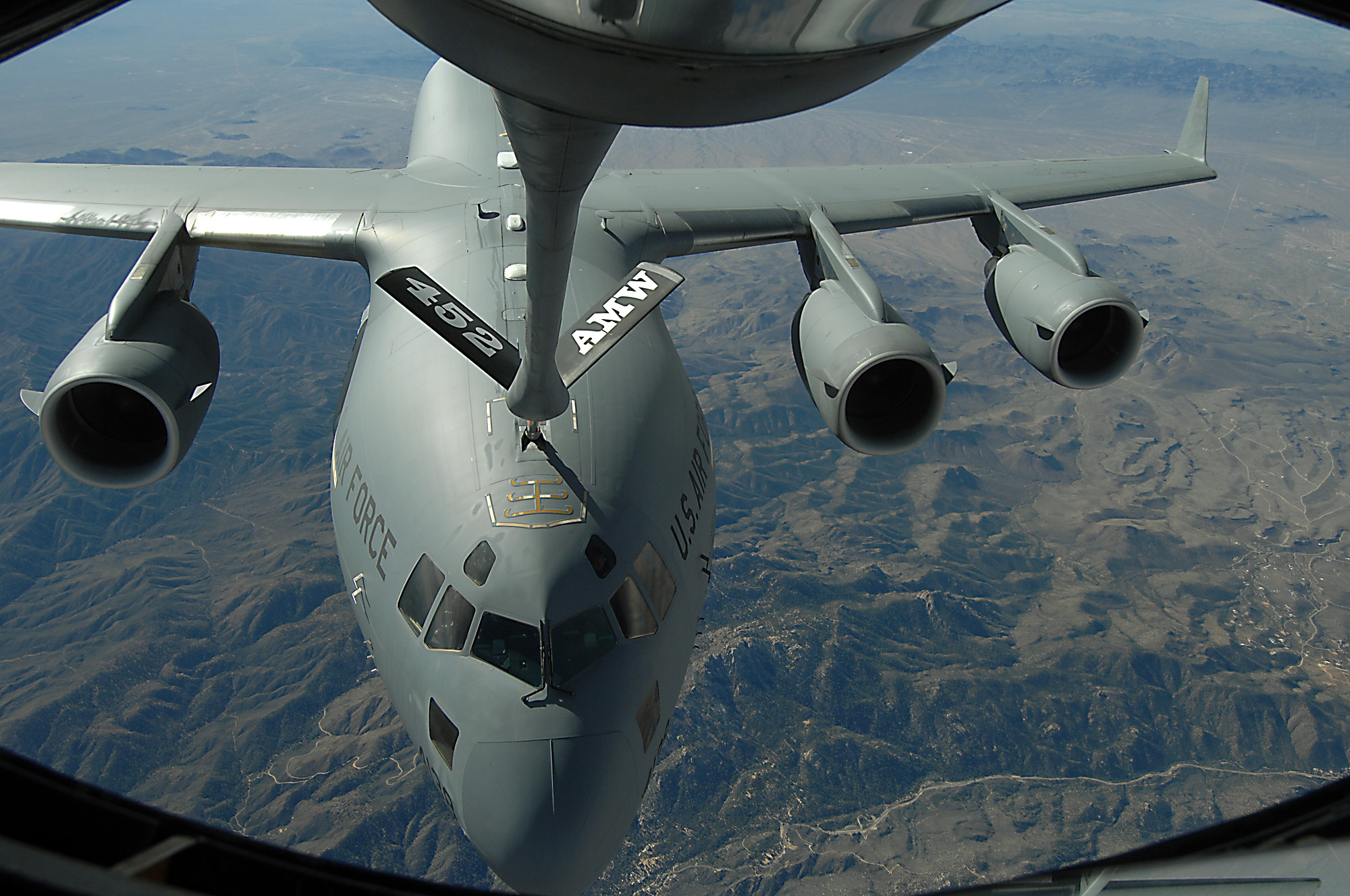
KC-135正使用飛椼加油系統為C-17加油

飛桁式的優點是加油速度比飛錨式快，但是飛錨式的加油設備可以收納，適於應用在航空母艦上的加油機，因此艦載機多使用飛錨式加油。直升機的空中加油僅能由飛錨式加油設施進行油料補給，越戰時期美國空軍的F-105是少數同時具有飛桁跟飛錨式加油設備的軍機。

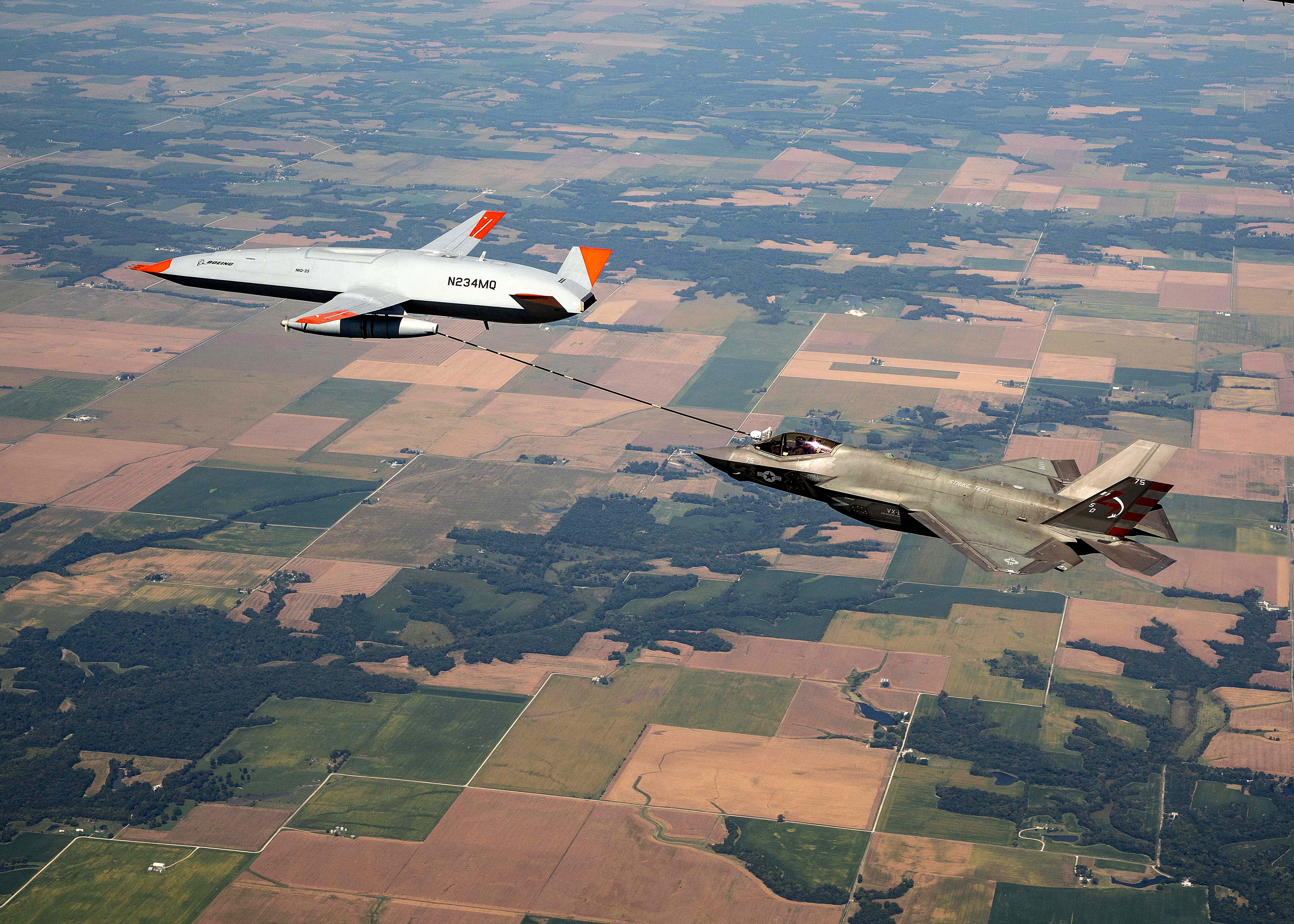
MQ-25正使用飛錨加油系統為F-35C加油

另外飛錨式加油設施可以以莢艙的形式安裝於一般戰機替其他戰機加油，例如F/A-18和殲-15等，被稱為夥伴加油。

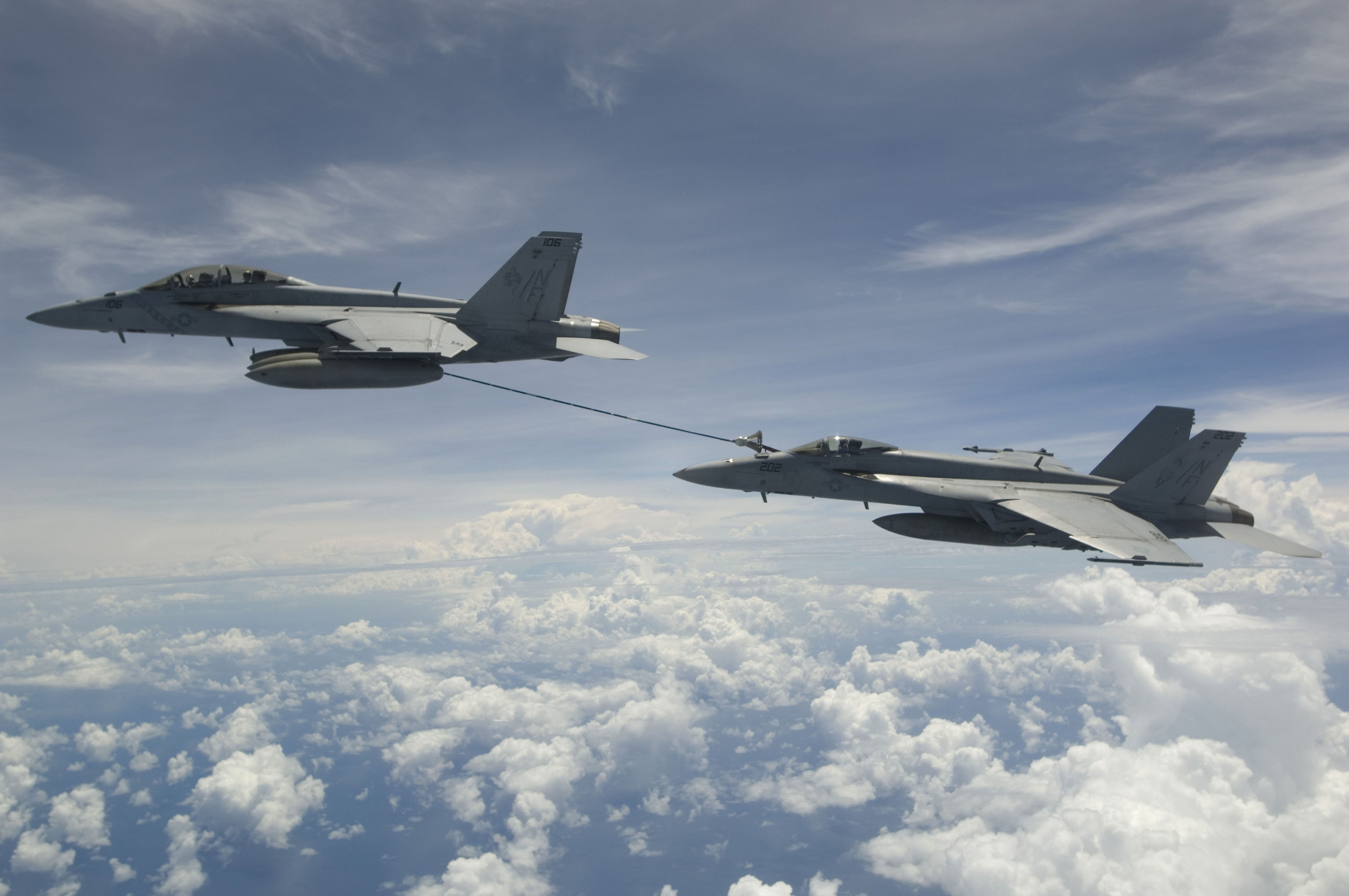
使用飛錨式莢艙進行夥伴加油的F/A-18E/F

## 現役機型及使用者

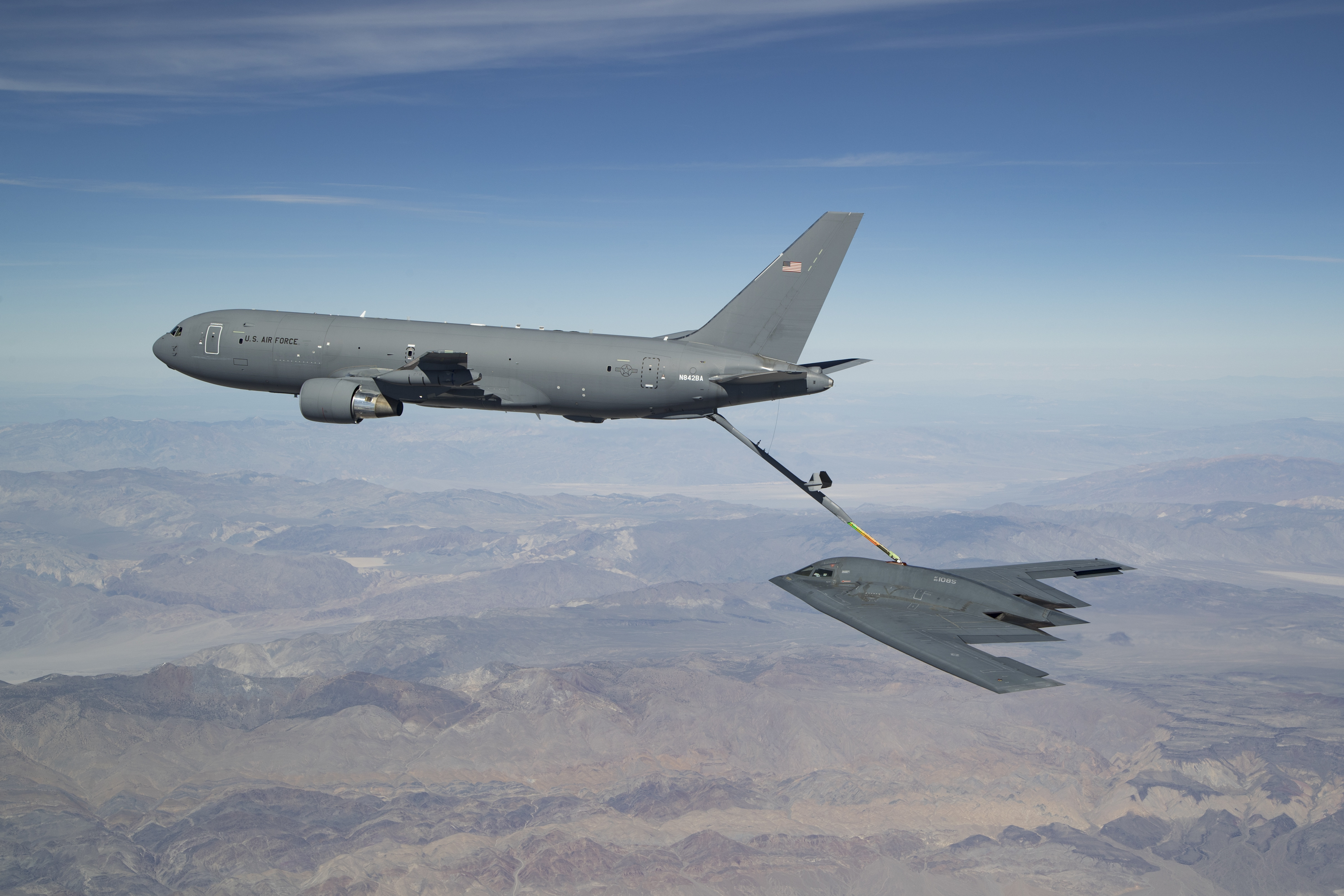
KC-46A为B-2加油
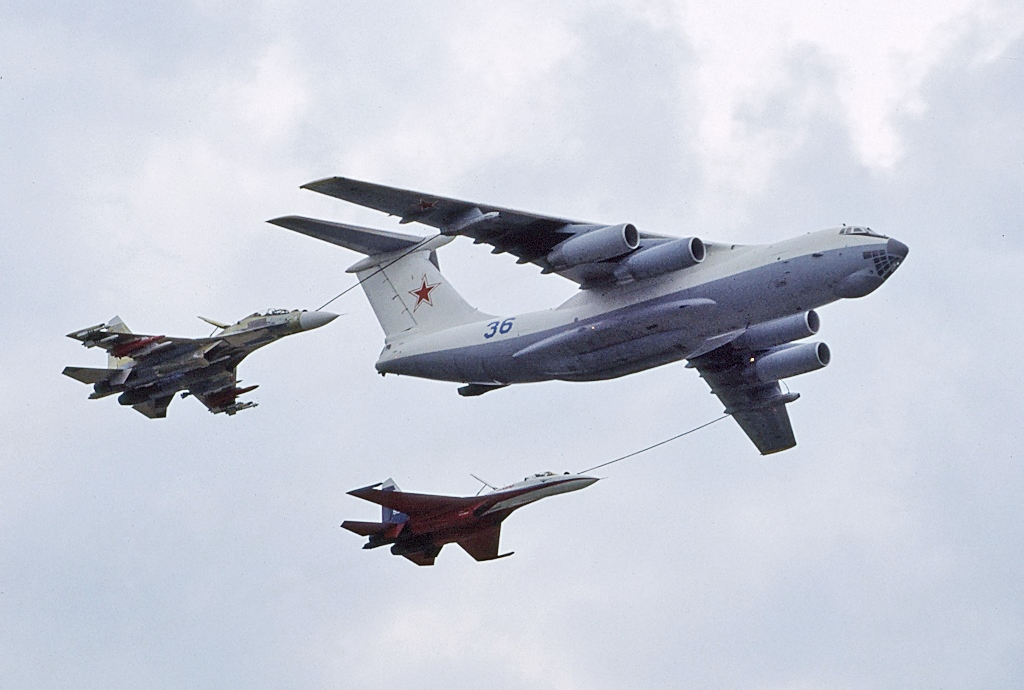
伊爾-78M为蘇-27加油
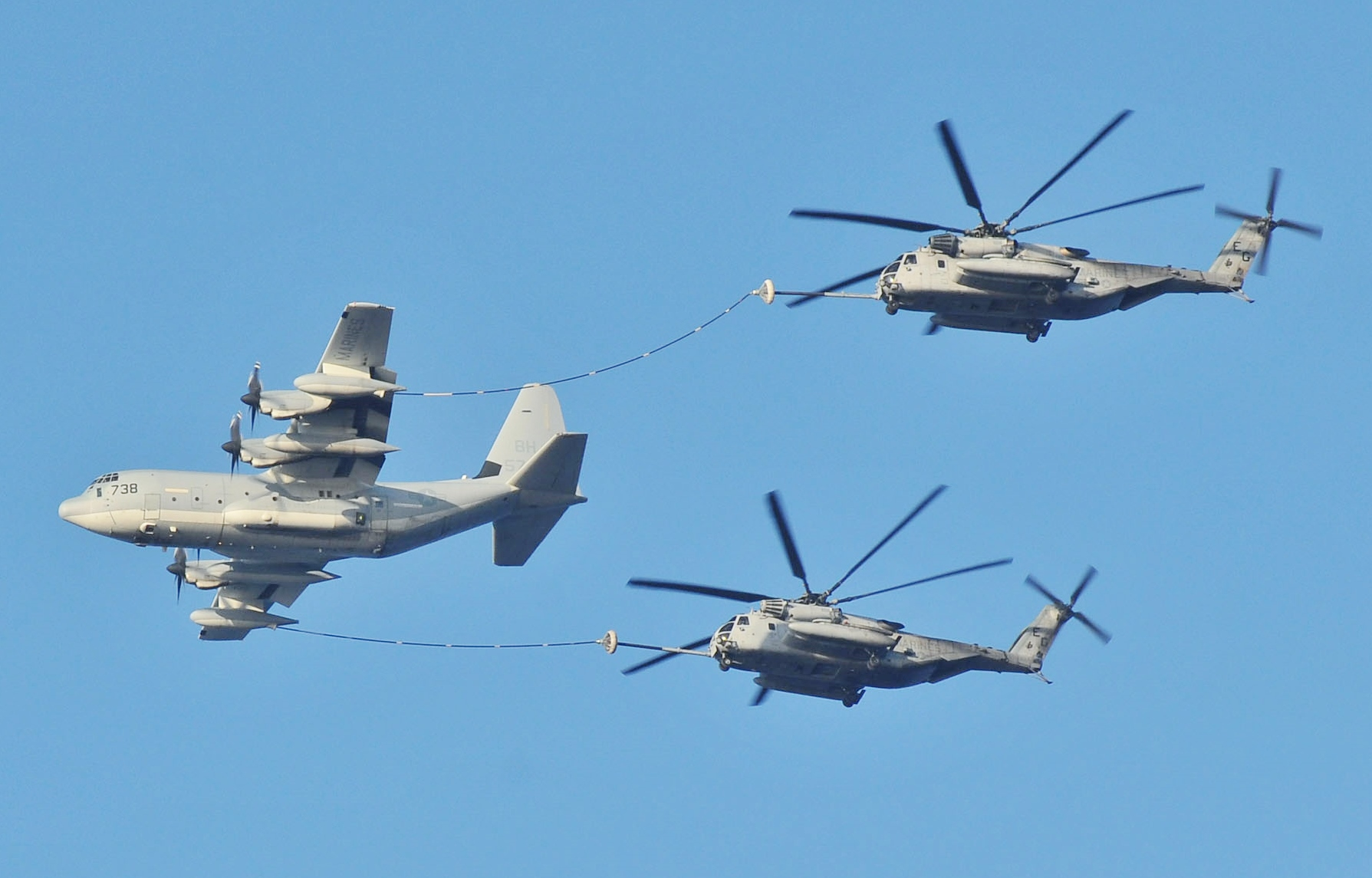
KC-130J为CH-53E加油

- KC-10（歐米茄空中加油服務公司）
- 空中巴士A330 MRTT（法國空天軍、英國皇家空軍、北約、澳大利亞皇家空軍、沙烏地阿拉伯皇家空軍、新加坡空軍、韓國空軍、阿聯空軍、西班牙空天軍、巴西空軍*）
- 空中巴士CC-330哈士奇（英语：Airbus CC-330 Husky）（加拿大皇家空軍）
- 運油-20（中國人民解放軍空軍）
- 伊尔-78（俄羅斯空天軍、印度空軍、阿爾及利亞空軍、巴基斯坦空軍、中國人民解放軍空軍）
- 波音KC-46（美國空軍、日本航空自衛隊、以色列空軍*）
- 波音KC-767（印度空軍*、義大利空軍、日本航空自衛隊、哥倫比亞空軍）
- 空中巴士A310 MRTT（德國聯邦國防軍空軍）
- 空中客車CC-150北極星（加拿大皇家空軍）
- KC-135空中加油机（美國空軍、土耳其空軍、Metrea、智利空軍）
- KE-3（沙烏地阿拉伯皇家空軍）
- KC-707（以色列空軍、伊朗空軍、歐米茄空中加油服務公司、智利空軍）
- 空中巴士A400M（德國聯邦國防軍空軍、法國空天軍、馬來西亞皇家空軍）
- KC-390（巴西空軍）
- 轰油-6（中國人民解放軍空軍）
- KC-130（英语：KC-130）（美國海軍陸戰隊、沙烏地阿拉伯皇家空軍、義大利空軍、日本海上自衛隊、以色列空軍、加拿大皇家空軍、新加坡空軍、智利空軍、馬來西亞皇家空軍、日本航空自衛隊、科威特皇家空軍、法國空天軍、烏拉圭空軍、摩洛哥皇家空軍、秘魯空軍、巴西空軍、印尼空軍、阿根廷空軍、瑞典空軍）
- HC-130（英语：HC-130）（美國空軍、美國海岸警衛隊）
- MC-130（英语：MC-130）（美國空軍）
- MQ-25刺鰩無人機（美國海軍*）